# Maurice Lefèbvre
Maurice Alfred Lefèbvre (Tourcoing, 30 ottobre 1913 – Tourcoing, 24 maggio 1983) è stato un pallanuotista francese.
Era un membro della squadra nazionale di pallanuoto maschile della Francia. Ha gareggiato con la squadra alle Olimpiadi estive del 1936, finendo al quarto posto, ed a quelle del 1948.